# 人文字

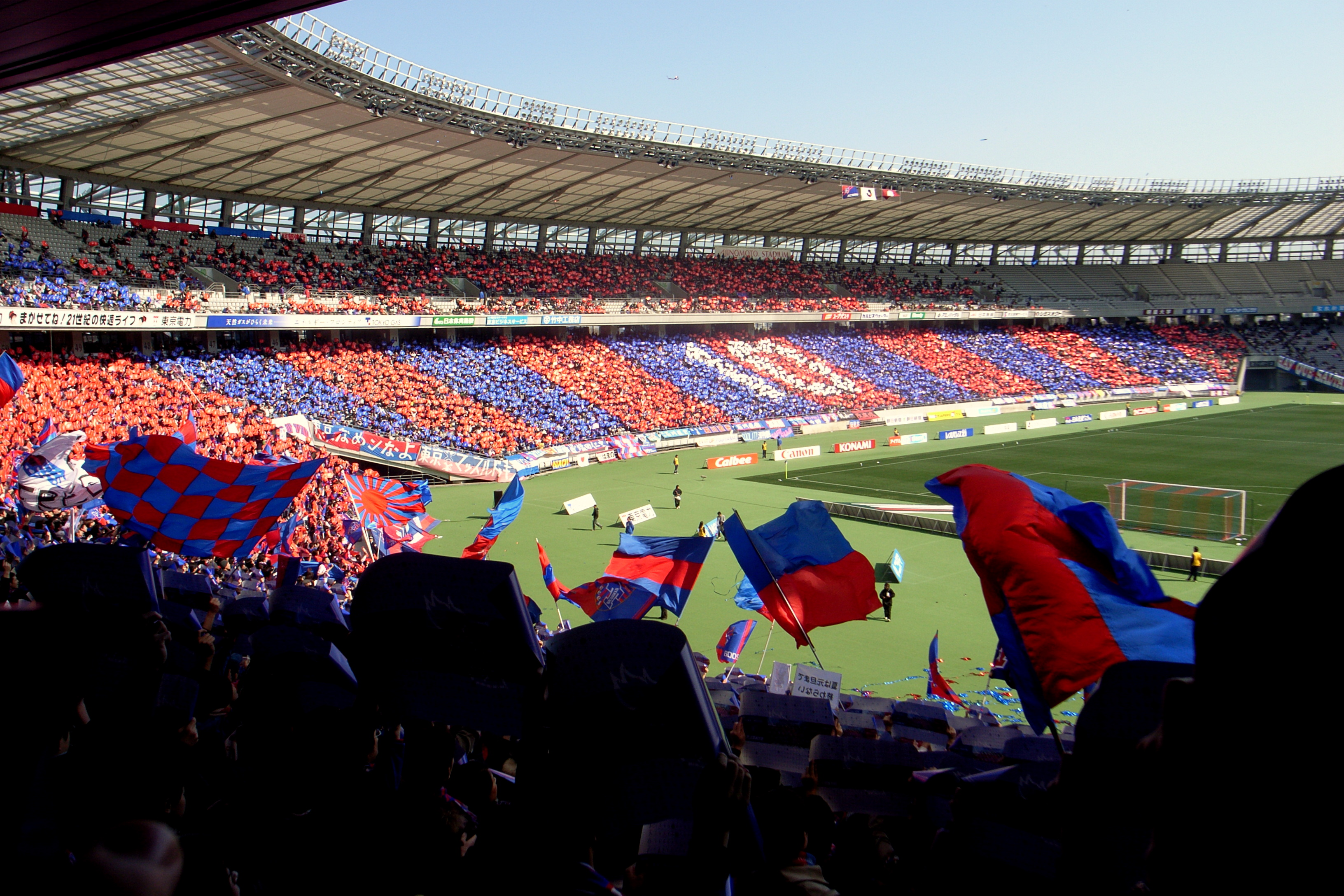
2008年J1リーグ第1節ヴィッセル神戸戦（味の素スタジアム）において、FC東京の応援席で行われた人文字。この年Jリーグ加盟10周年を果たし、バックスタンドの応援団が10の文字を作る

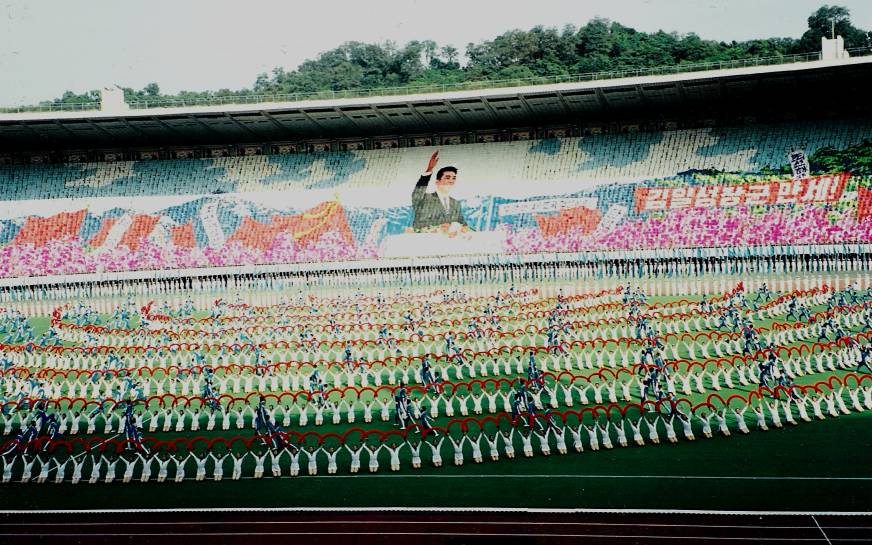
朝鮮民主主義人民共和国（北朝鮮）・平壌の「金日成競技場」での祭典で行われる人文字を使ったマスゲーム。バックスタンドに陣取る市民が人文字で北朝鮮の歴史を表現する（1998年）

人文字（ひともじ）は、マスゲームの一種で、多数の人間が様々な道具などを使い、色鮮やかな表現を使ってパフォーマンスをする。コレオグラフィー（英: Choreography）とも。

## 概要
自由な発想で、人間のグループが、色画用紙、ポンポン、帽子、服飾等自由な衣装・道具を用い、チーム一丸となって、ある一つのテーマに沿った絵や文字などを表現するもの。
応援団のパフォーマンスのほか、学校や企業の記念事業の空撮などに用いられる。
日本の学校行事による人文字の撮影は、校庭に生徒や児童を校章に沿って並ばせて撮影するなど大掛かりになることがあり、1950年代頃から行われるようになった。2010年代からは航空機のほか、ドローンによる撮影も行われるようになった。